# 山崎隆一郎
山崎 隆一郎（やまざき りゅういちろう、1944年 - ）は、日本の外交官。国連大使、外務報道官や在フィリピン日本国大使館特命全権大使、アジア生産性機構事務総長等を務めた。

## 人物
父親が東京銀行でロンドン支店長に就任した事に伴い、小学校3年から中学2年までロンドンに在住した帰国子女。外務省の若手時代は福田赳夫、大平正芳、鈴木善幸各総理の英語通訳を務めた。
2000年外務報道官就任。2000年8月17日には「本記事では、日本が第二次大戦中の行為について、中国に対して一度も謝罪をしていないと書かれているが、実際には日本は戦争中の行為について繰り返し謝罪を表明してきている。とりわけ、1995年8月に、村山（当時総理）が公式談話を発表し、日本が「植民地支配と侵略によって、多くの国々、とりわけアジア諸国の人々に対して多大の損害と苦痛を与えました」と述べ、「痛切な反省の意」と「心からのお詫びの気持ち」を表明し、1998年に小渕（当時総理）が、日本を公式訪問した江沢民に対して、村山談話を再確認している」と述べた。
2004年に駐フィリピン特命全権大使に就任。第二次世界大戦後60年にあたる2005年、フィリピンで行われたあちこちの式典に出向き、心からのお詫びをしたが、これについて日本では報道されなかった。2007年にはフィリピンの中間選挙の公正さを確保するため、外国人監視団の一員として、投開票を見守った。また同年ミンダナオ島イスラム教徒ミンダナオ自治地域シャリフ・カブンスアン州に訪れ、モロ・イスラム解放戦線の最高指導者ムラド議長と会談、日本の支援事業に対する安全確保を要請し、ムラド議長は、日本政府の支援への感謝を表明した。
2009年退官、同年立命館アジア太平洋大学客員教授。奈良県特別顧問、アジア生産性機構事務総長を経て、トヨタ財団理事、国際大学国際関係学研究科客員教授。
2019年、瑞宝中綬章受章。
ボクシングや陸上競技の経験があり、大学時代は100メートル競走で11秒3を記録、イギリス公使時代にはロンドンマラソンで2度完走した。

## 経歴
- 1944年 東京都渋谷区生まれ。
- 1963年 暁星高等学校卒業[8]
- 1966年 外務公務員採用上級試験合格
- 1967年 一橋大学経済学部を卒業、外務省入省
- 1971年 外務省アメリカ局安全保障課[9]
- 1973年 在米国日本大使館一等書記官(安全保障担当)
- 1976年 外務省北米局北米第一課首席事務官
- 1978年 外務省経済局国際機関第二課首席事務官
- 1981年 国際エネルギー機関事務局（在パリ）
- 1984年 在中華人民共和国日本大使館参事官[9]
- 1986年 外務省北米局北米第一課長
- 1988年 外務省経済局国際機関第一課長
- 1990年内閣官房内閣審議官（外政審議室担当）
- 1991年 在連合王国日本大使館公使兼ロンドン総領事
- 1994年 外務省大臣官房審議官（総合外交政策局担当）
- 1996年 防衛庁参事官
- 1999年 国際連合日本政府代表部特命全権大使
- 2000年 外務省大臣官房外務報道官
- 2001年 在ベトナム特命全権大使
- 2002年 特命全権大使国際貿易・経済担当
- 2004年 在フィリピン特命全権大使
- 2007年 関西担当特命全権大使
- 2009年 立命館アジア太平洋大学客員教授
- 2010年9月 アジア生産性機構事務総長

## 同期
外務省入省同期には、上田秀明（人権人道大使）、竹内行夫（外務次官）、高野紀元（駐韓大使、外務審議官）、阿南惟茂（駐中国大使）、浅見真（駐コロンビア大使）、阿部知之（大臣官房長）、渡辺俊夫（駐アルゼンチン大使）、阿部信泰（ウィーン代表部大使）、西村六善（OECD大使、欧亜局長）、渡辺彬（駐アルジェリア大使）、天江喜七郎（駐シリア大使、中近東アフリカ局長）、黒川祐次（駐ウクライナ大使）など。

## 著作
- 「Key Person 山崎隆一郎 外務省 特命全権大使 国際貿易・経済担当--貿易交渉は一つの「生き物」」（川島睦保と共著）週刊東洋経済.（5834）、2003年7月5日
- 「冷戦後の主要国間の防衛交流」外交フォーラム. 12(4)（通号 128）、1999年4月
- 「ガット・ウルグアイ・ラウンドの展望（国際貿易体制の変容<焦点>）」国際問題（通号 357）、1989年12月
- 「Op-Edから見た世界(1)(2)(3)(4)」外交フォーラム. 13(8)（通号 144） [2000.08] 他多数。